# Josef Kolman
Josef Kolman (* 20. září 1943) je bývalý československý fotbalista, útočník. Po skončení aktivní kariéry působil jako trenér mládeže.

## Fotbalová kariéra
Narodil se a s fotbalem začínal ve Slovanu Lysá nad Labem, za kterou hrál až do roku 1961, kdy nastoupil na dvouletou základní vojenskou službu. Během ní hrál za VTJ Dukla Žatec. Po jejím ukončení získal angažmá v tehdy druholigových Čelákovicích, z kterých po ročním působení přestoupil do Bohemians. V československé lize hrál za Bohemians Praha. V roce 1973 odešel z Bohemians do Viktorie Žižkov, kde svou aktivní fotbalovou činnost ukončil.
Jako trenér mládeže pak dlouhá léta působil v TJ Kompresory Prosek.

## Ligová bilance
| Ročník                                   | Zápasy | Góly | Klub                  |
| ---------------------------------------- | ------ | ---- | --------------------- |
| 2. československá fotbalová liga 1963/64 | -      | -    | TJ Spartak Čelákovice |
| 1. československá fotbalová liga 1964/65 | 14     | 0    | Bohemians Praha       |
| 2. československá fotbalová liga 1965/66 | -      | -    | Bohemians Praha       |
| 1. československá fotbalová liga 1966/67 | 22     | 3    | Bohemians Praha       |
| 1. československá fotbalová liga 1967/68 | 25     | 1    | Bohemians Praha       |
| 2. československá fotbalová liga 1968/69 | -      | -    | Bohemians Praha       |
| 1. československá fotbalová liga 1969/70 | 20     | 2    | Bohemians Praha       |
| 2. československá fotbalová liga 1970/71 | -      | -    | Bohemians Praha       |
| 2. československá fotbalová liga 1971/72 | -      | -    | Bohemians Praha       |
| 2. československá fotbalová liga 1972/73 | -      | -    | Bohemians Praha       |
| Národní fotbalová liga 1973/74           | -      | -    | Viktoria Žižkov       |
| CELKEM                                   | -      | 6    |                       |